# Challenge international de Pékin de snooker 2010
Le challenge international de Pékin de snooker 2010 est un tournoi de snooker professionnel appartenant à la catégorie non-classée (ne comptant pas pour le classement mondial). Il a pris place du 19 au 25 juillet 2010 au gymnase des étudiants de l'université de Pékin.
Liang Wenbo est le tenant du titre. Tian Pengfei a gagné cette édition en battant Ryan Day.

## Dotation
|                               | Dotation |
| ----------------------------- | -------- |
| Vainqueur                     | 40 000 £ |
| Finaliste                     | 19 500 £ |
| Demi-finalistes               | 7 500 £  |
| Meilleur break (Phase finale) | 2 500 £  |
| Total                         | 69 500 £ |

## Phases finales

### Phase de round-robin

#### Groupe A
Tableau
| POS | Joueur       | MJ | MG | FG | FL | D  | PTS |
| --- | ------------ | -- | -- | -- | -- | -- | --- |
| 1   | Ryan Day     | 4  | 3  | 18 | 15 | +3 | 3   |
| 2   | Liang Wenbo  | 4  | 2  | 18 | 15 | +3 | 2   |
| 3   | Ali Carter   | 4  | 2  | 17 | 17 | 0  | 2   |
| 4   | Xiao Guodong | 4  | 2  | 14 | 17 | −3 | 2   |
| 5   | Mark Allen   | 4  | 1  | 15 | 18 | −3 | 1   |

Matchs
- Ali Carter 5–4 Liang Wenbo
- Mark Allen 3–5 Xiao Guodong
- Ryan Day 3–5 Ali Carter
- Liang Wenbo 5–2 Xiao Guodong
- Mark Allen 5–3 Ali Carter
- Liang Wenbo 4–5 Ryan Day
- Mark Allen 4–5 Ryan Day
- Ali Carter 4–5 Xiao Guodong
- Liang Wenbo 5–3 Mark Allen
- Ryan Day 5–2 Xiao Guodong

#### Groupe B
Tableau
| POS | Joueur          | MJ | MG | FG | FL | D  | PTS |
| --- | --------------- | -- | -- | -- | -- | -- | --- |
| 1   | Tian Pengfei    | 4  | 3  | 16 | 14 | +2 | 3   |
| 2   | Stephen Maguire | 4  | 2  | 17 | 13 | +4 | 2   |
| 3   | Jin Long        | 4  | 2  | 15 | 13 | +2 | 2   |
| 4   | Marco Fu        | 4  | 2  | 16 | 18 | −2 | 2   |
| 5   | Stephen Hendry  | 4  | 1  | 13 | 19 | −5 | 1   |

Matchs
- Stephen Hendry 2–5 Tian Pengfei
- Stephen Maguire 5–1 Jin Long
- Marco Fu 5–4 Stephen Hendry
- Stephen Maguire 3–5 Tian Pengfei
- Marco Fu 4–5 Tian Pengfei
- Stephen Hendry 2–5 Jin Long
- Marco Fu 5–4 Jin Long
- Stephen Maguire 4–5 Stephen Hendry
- Tian Pengfei 1–5 Jin Long
- Stephen Maguire 5–2 Marco Fu

### Phase à élimination directe
|  | Demi-finales au meilleur des 7 frames | Demi-finales au meilleur des 7 frames |   |  | Finale au meilleur des 9 frames | Finale au meilleur des 9 frames |  |
|  |                                       |                                       |   |  |                                 |                                 |  |
|  | Stephen Maguire                       | 3                                     |   |  |                                 |                                 |  |
|  | Ryan Day                              | 6                                     |   |  |                                 |                                 |  |
|  |                                       |                                       |   |  | Ryan Day                        | 3                               |  |
|  |                                       | Tian Pengfei                          | 9 |  |                                 |                                 |  |
|  | Liang Wenbo                           | 4                                     |   |  |                                 |                                 |  |
|  | Tian Pengfei                          | 6                                     |   |  |                                 |                                 |  |

## Qualifications
Ces rencontres ont eu lieu du 16 au 18 juillet 2010 au gymnase des étudiants de l'université de Pékin.

### Phase de round robin

#### Groupe A
Tableau
| POS | Joueur       | MJ | MG | FG | FL | D  | PTS |
| --- | ------------ | -- | -- | -- | -- | -- | --- |
| 1   | Zhang Anda   | 2  | 2  | 8  | 3  | +5 | 2   |
| 2   | Tian Pengfei | 2  | 1  | 6  | 6  | 0  | 1   |
| 3   | Li Hang      | 2  | 0  | 3  | 8  | −5 | 0   |

Matchs
- Li Hang 1–4 Zhang Anda
- Tian Pengfei 4–2 Li Hang
- Tian Pengfei 2–4 Zhang Anda

#### Groupe B
Tableau
| POS | Joueur       | MJ | MG | FG | FL | D  | PTS |
| --- | ------------ | -- | -- | -- | -- | -- | --- |
| 1   | Jin Long     | 2  | 1  | 6  | 5  | +1 | 1   |
| 2   | Li Yan       | 2  | 1  | 5  | 5  | 0  | 1   |
| 3   | Xiao Guodong | 2  | 1  | 5  | 6  | −1 | 1   |

Matchs
- Li Yan 1–4 Jin Long
- Jin Long 2–4 Xiao Guodong
- Xiao Guodong 1–4 Li Yan

### Phase à élimination directe
|  | Demi-finales au meilleur des 7 frames | Demi-finales au meilleur des 7 frames |   |  | Finale au meilleur des 9 frames | Finale au meilleur des 9 frames |  |
|  |                                       |                                       |   |  |                                 |                                 |  |
|  | Tian Pengfei                          | 4                                     |   |  |                                 |                                 |  |
|  | Jin Long                              | 3                                     |   |  |                                 |                                 |  |
|  |                                       |                                       |   |  | Tian Pengfei                    | 5                               |  |
|  |                                       | Zhang Anda                            | 3 |  |                                 |                                 |  |
|  | Li Yan                                | 3                                     |   |  |                                 |                                 |  |
|  | Zhang Anda                            | 4                                     |   |  |                                 |                                 |  |

## Centuries

### Centuries des phases finales
- 140, 110, 108, 105, 100  Liang Wenbo
- 137, 107, 107, 103, 102  Mark Allen
- 136, 136, 111  Marco Fu
- 133, 100  Tian Pengfei
- 120, 116, 116, 105  Stephen Maguire
- 114  Ali Carter
- 114, 106, 102  Ryan Day
- 107, 100  Jin Long
- 100  Stephen Hendry

### Centuries des qualifications
- 119  Xiao Guodong
- 114, 107  Jin Long
- 113  Li Yan
- 103  Zhang Anda